# Theyab Awana
Theyab Awana Diab (Abu Dhabi, 6 luglio 1990 – Abu Dhabi, 25 settembre 2011) è stato un calciatore emiratino, di ruolo centrocampista.

## Biografia
È morto in un incidente stradale nel 2011 all'età di 21 anni, alla guida della sua macchina scontratasi con un camion, mentre rientrava a casa da un allenamento.

## Caratteristiche tecniche
Era un esterno offensivo di centrocampo.

## Carriera
In un'amichevole della sua Nazionale contro il Libano segnò un calcio di rigore con il tacco, voltandosi di spalle per eseguire il tiro dagli undici metri. Questo gesto, detto il tacco di Allah, venne sanzionato con un cartellino giallo per comportamento antisportivo, e l'allenatore, contrariato col giocatore, lo sostituì immediatamente.

## Palmarès

### Club

#### Competizioni nazionali
- UAE Division 1: 1

Baniyas: 2008-2009

### Nazionale
- Coppa d'Asia Under-19

2008
- Coppa delle Nazioni del Golfo Under-23

2010
- Giochi asiatici

2010